# Leiodesmus acutangulus
Leiodesmus acutangulus är en mångfotingart som beskrevs av Filippo Silvestri 1898. Leiodesmus acutangulus ingår i släktet Leiodesmus och familjen Chelodesmidae. Inga underarter finns listade i Catalogue of Life.